# Braccio di Ferro contro la legge
Braccio di Ferro contro la legge  (Moving Aweigh) è il 130º cartone animato della serie animata Braccio di Ferro. È stato prodotto nel 1944 dalla casa cinematografica Famous Studios.

## Trama
Braccio di Ferro, dopo aver attraccato la sua nave, e dopo aver ricevuto una lettera in cui viene annunciato il trasloco di Olivia, va col suo collega marinaio Shorty ad aiutarla per i preparativi. Tuttavia, il loro camion per i trasporti tampona un'auto della Polizia, scatenando l'ira di un poliziotto, che infligge numerose multe a carico di Braccio di Ferro. Dopo numerose difficoltà durante i preparativi del trasloco causate soprattutto da Shorty e che aumentano i dissapori tra Braccio di Ferro e il poliziotto, il camion dei trasporti crolla addosso a quest'ultimo. Il corto si conclude con Braccio di Ferro, Olivia e Shorty che convivono nella cella di una prigione, con la dicitura "Casa dolce casa" posta sulla porta.